# سفينة حفر

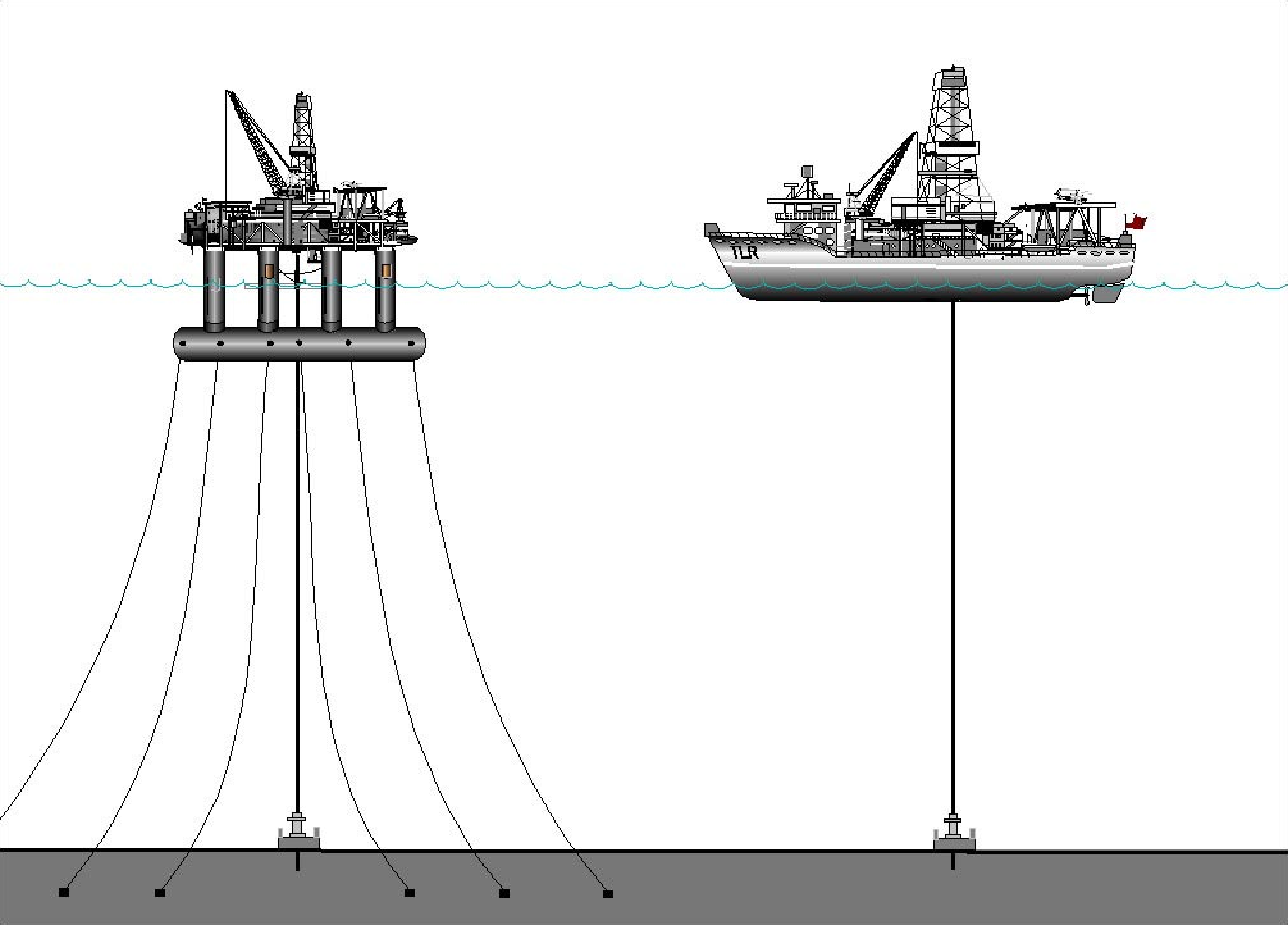
مقارنة بين مركبة شبه غاطسة في المياه العميقة وحفارة.

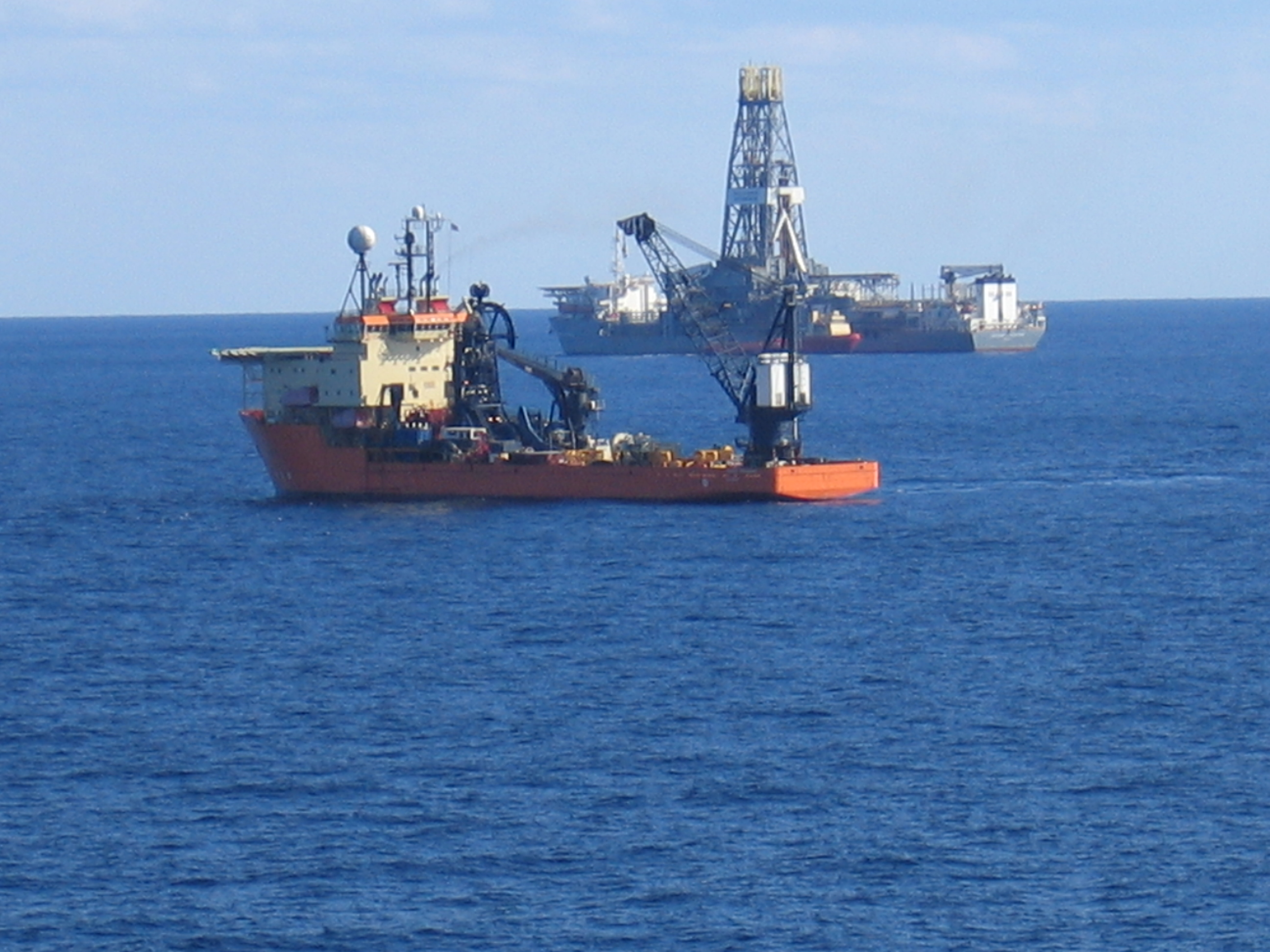
تظهر في المقدمة مركبة الدعم البحرية تويسا برسويس (Toisa Perseus) مع حفارة المياه العميقة من الجيل الخامس ديسكفرر إنتربرايزر (Discoverer Enterprise).

الحفارة عبارة عن مركبة بحرية تم تصميمها مصحوبةً بجهاز حفر. وغالبًا ما يستخدم هذا الجهاز في الحفر البحري لأغراض استكشافية عن آبار النفط أو الغاز الجديدة في المياه العميقة أو استخدامها في الحفر لأغراض علمية. كذلك، يمكن أن تستخدم هذه الحفارة كمنصة لإجراء عمليات الصيانة للآبار أو استكمال الأعمال مثل عملية تركيب الأغلفة والأنابيب أو غيرها من عمليات تركيب الهياكل تحت سطح البحر. وعادةً ما يتم إنشاؤها بحيث تتوافق مع مواصفات التصميم الخاصة بشركة إنتاج النفط و/أو المستثمرين، ولكن في نفس الوقت، قد تظهر هذه الحفارة كبدن ناقلة معدّل مصمّمة مع نظام التمركز الديناميكي لتثبيت مكانها على طول البئر.
وتتمثل أهم مزايا الحفارات الحديثة هذه في قدرتها على الحفر في أعماق المياه التي تصل إلى ما يزيد عن 2500 م، فضلًا عن الوقت الذي يمكن توفيره في الإبحار بين حقول النفط في جميع أنحاء العالم. وتعد الحفارات مستقلة بشكل كامل، على عكس السفن شبه الغاطسة وعوامات الحفر المزودة بمرفاع.
ولكي تتم عملية الحفر، يتم إنزال المنصة البحرية المرتفعة من الحفارة إلى قاع البحر على أن يكون مانع حدوث الانفجارات (BOP) مثبّتًا بالجزء الأسفل الذي يتصل بفوهة البئر.
وتعد الحفارات إحدى الوسائل التي يتم استخدامها في إجراء عمليات الحفر لأغراض استكشافية. ويمكن أن يقوم بهذه المهمة كذلك الغواصات شبه الغاطسة أو عوامات الحفر المزودة بمرفاع أو الصنادل أو الحفارات المحمولة على منصة.
وقد أطلق على أول حفارة اسم كوس 1، واستمر تزايد حجم الأسطول منذ ذلك الحين. وبحلول عام 2013، من المتوقع أن يصل الأسطول عالمي النطاق من سفن الحفر إلى ما يزيد عن 80 سفينة، ليبلغ بذلك أكثر من ضعف حجمه في عام 2009. ولا تتطور الحفارات من حيث الحجم فحسب، بل كذلك من حيث قدرتها الهائلة؛ حيث إنها مزودة بتقنية جديدة تسهم في المساعدة في الأبحاث الأكاديمية في عمليات حفر الجليد. ويبدو أن القرار الذي اتخذه الرئيس الأمريكي باراك أوباما في أواخر مارس 2010، والذي يقضي بتوسيع نطاق عمليات الحفر الاستكشافية المحلية الأمريكية، يهدف إلى دعم مزيد من التطورات الخاصة بتقنية سفن الحفر.
لقد قامت شركة سامسونج للصناعات الثقيلة بـ كوريا الجنوبية بإنشاء حفارات ستينا يُطلق عليها «دريل ماكس أيس» لتصبح بذلك الحفارات الأكثر تكلفة حتى الآن؛ حيث تمثل الهدف من إنشائها في استكمال العمليات الاستكشافية في مناطق القطب الشمالي عندما اكتمل بناؤها عام 2012.[بحاجة لمصدر]
وتعد شركات ترانس أوشن وبرايد العالمية ووسي دريل وشركة نوبل وآتوود للمحيطيات من الشركات القليلة التي تمتلك وتشغّل حفارات على نطاق عالمي.